# شيوة مر
شيوة مر هي قرية في مقاطعة سردشت، إيران. يقدر عدد سكانها بـ 383 نسمة بحسب إحصاء 2016.